# Lista de romances e contos de James Bond
James Bond é o protagonista ficcional de uma série de romances e contos, publicados pela primeira vez em 1953. Bond, frequentemente chamado pelo seu codinome, 007, é um agente do Serviço Secreto Britânico; o personagem foi criado pelo autor e escritor Ian Fleming, aparecendo pela primeira vez em seu romance Casino Royale; os livros se passam em um período contemporâneo, entre maio de 1951 e fevereiro de 1964. Fleming escreveu um total de doze romances e duas coleções de contos, todos escritos em sua propriedade Goldeneye na Jamaica e publicados anualmente. Seus dois últimos livros foram publicados postumamente.
Desde a morte de Fleming, vários autores continuaram a escrever histórias com o personagem. Algumas foram romantizações de filmes da série cinematográfica de Bond, produzidos pela EON Productions, enquanto outros foram romances e contos originais. O primeiro autor foi Kingsley Amis, escrevendo sob o pseudônimo "Robert Markham", que produziu um romance; foi seguido por Christopher Wood que escreveu duas romantizações no final da década de 1970. O escritor John Gardner recebeu um pedido da Ian Fleming Publications, dona dos direitos dos livros, para continuar a série e, entre 1981 e 1996, escreveu quatorze romances e duas romantizações. Depois de se aposentar por motivos de saúde, o autor norte-americano Raymond Benson continuou as histórias e escreveu seis romances, três romantizações e três contos entre 1996 e 2002.
Depois de um hiato de seis anos, Sebastian Faulks recebeu um pedido para escrever um novo romance de Bond, que foi lançado em 28 de maio de 2008, o centenário do nascimento de Fleming. Ele foi seguido por Jeffery Deaver que publicou um novo romance em 2011 e por William Boyd em 2013.. Também há uma série spin-off, Young Bond, baseada nas aventuras do personagem enquanto ainda estudava no Eton College, escritos por Charlie Higson.

## Ian Fleming

Ian Fleming.

Durante a Segunda Guerra Mundial, Ian Fleming mencionou com seus amigos que ele gostaria de escrever um romance de espionagem, porém foi apenas em 17 de fevereiro de 1952 que ele começou a escrever sua primeira obra, Casino Royale. Ele começou a escrever o livro em sua propriedade na Jamaica, Goldeneye, escrevendo 2.000 palavras pela manhã, diretamente a partir de suas experiências e imaginação; ele terminou o trabalho em pouco mais de um mês, em 18 de março de 1952. A editora Jonathan Cape inicialmente estava relutante em publicar o livro, porém foram persuadidos pelo irmão de Fleming, Peter, que já havia publicado obras com eles. Em 13 de abril de 1953, Casino Royale foi publicado no Reino Unido em uma edição de capa dura, com uma ilustração de capa criada pelo próprio Fleming. A primeira edição de 4.728 cópias foi vendida em menos de um mês; uma segunda edição foi publicada no mesmo mês e também se esgotou, como também a terceira edição de 8.000 cópias publicada em maio de 1954. Na época, Fleming era o Gerente de Relações Exteriores do Kemsley Newspapers, uma organização que era dona do The Sunday Times. Ao aceitar o trabalho, Fleming pediu para receber três meses de férias por ano, o que lhe daria liberdade para escrever.
O romance é centrado nas façanhas de James Bond, um oficial de inteligência da seção 00 do Serviço Secreto de Inteligência, comumente chamado de MI6. Bond também é conhecido por seu codinome, 007, sendo um Comandante da Reserva Naval Real. Fleming tirou o nome do personagem do ornitólogo norte-americano James Bond, um especialista em pássaros caribenhos e autor do guia de campo definitivo Birds of the West Indies. Fleming baseou sua criação em pessoas que ele conheceu na época em que trabalhou na Divisão de Inteligência Naval, admitindo que Bond "era uma combinação de todos os agentes secretos e pessoas que eu conheci durante a guerra". Depois da publicação de Casino Royale, Fleming usou suas férias anuais na sua casa jamaicana para escrever outras histórias de Bond; no total, entre 1953 e 1966, dois anos após sua morte, doze romances de Bond e duas coleções de contos foram publicadas, com os últimos dois livros – The Man with the Golden Gun e Octopussy and The Living Daylights – sendo publicados postumamente.

### Livros
| # | Título                             | Autor                                                                                  | Editora       | Data de publicação  | Páginas |
| --- | ---------------------------------- | -------------------------------------------------------------------------------------- | ------------- | ------------------- | ------- |
| 1 | Casino Royale                      | Ian Fleming                                                                            | Jonathan Cape | 13 de abril de 1953 | 213     |
| James Bond é enviado para jogar contra e falir Le Chiffre, o tesoureiro de um sindicato controlado pela SMERSH, em um jogo de bacará de altas apostas na França. Com a ajuda de Felix Leiter, um agente da CIA, Bond vence o jogo, porém é traído por Vesper Lynd, uma agente dupla. Lynd se apaixona por Bond e, ao invés de traí-lo, comete suicídio. |                                    |                                                                                        |               |                     |         |
| 2 | Live and Let Die                   | Ian Fleming                                                                            | Jonathan Cape | 5 de abril de 1954  | 234     |
| Bond é enviado para os Estados Unidos para investigar "Mr. Big", um agente da SMERSH e líder vodu que é suspeito de vender moedas de ouro do século XVII para financiar espiões soviéticos nos EUA. O amigo e aliado de Bond na CIA, Felix Leiter, é capturado e jogado para ser comido por tubarões, enquanto que a namorada cartomante de Mr. Big, Solitaire, foge com Bond. Solitaire é capturada, porém Bond a salva e explode o iate de Mr. Big com uma mina. |                                    |                                                                                        |               |                     |         |
| 3 | Moonraker                          | Ian Fleming                                                                            | Jonathan Cape | 5 de abril de 1955  | 256     |
| Bond se junta a M no clube Blades para impedir que um membro, Sir Hugo Drax, continue a trapacear no bridge. Bond é subsequentemente destacado para a equipe de Drax no projeto "Moonraker", o primeiro míssil nuclear britânico. Bond descobre que Drax é um antigo nazista que está trabalhando para os soviéticos; ele também descobre que o foguete não é para defesa, porém será usado por Drax para destruir Londres. Bond redireciona o míssil e o manda para o Mar do Norte, matando Drax. |                                    |                                                                                        |               |                     |         |
| 4 | Diamonds Are Forever               | Ian Fleming                                                                            | Jonathan Cape | 26 de março de 1956 | 257     |
| Bond segue um anel de diamantes contrabandeado até os EUA e descobre que a operação e administrada por uma gangue, "The Spangled Mob". Ele destrói um oleoduto ao matar um dos líderes da gangue, Seraffimo Spang, em um acidente de trem. Bond viaja então para Serra Leoa para matar o outro líder, Jack Spang. |                                    |                                                                                        |               |                     |         |
| 5 | From Russia, with Love             | Ian Fleming                                                                            | Jonathan Cape | 8 de abril de 1957  | 253     |
| Bond é o alvo da SMERSH para ser morto em uma situação comprometedora no Expresso do Oriente. Ele é atraído até Istambul por uma bela funcionária de decodificação, a Cabo Tatiana Romanova, que afirma estar desertando com um Spektor, uma máquina decodificadora soviética que o MI6 deseja muito. Ao retornar para Londres no trem, Bond encontra o assassino da SMERSH, Red Grant, se passando por um agente britânico. Grant faz Romanova ingerir soníferos e tenta matar Bond, porém falha e é morto. Bond é então quase morto pela Coronel Rosa Klebb, que planejou a operação, antes de conseguir capturá-la.                                         |                                    |                                                                                        |               |                     |         |
| 6 | Dr. No                             | Ian Fleming                                                                            | Jonathan Cape | 31 de março de 1958 | 256     |
| O Comandante John Strangways, chefe da Estação J em Kingston, Jamaica, e sua secretária desaparecem e Bond é enviado para investigar. Ele descobre que os dois estavam investigando as atividades do Dr. Julius No, um recluso teuto-chinês que vive na ilha Crab Key e opera uma mina de guano. Bond suspeita de uma conexão com os desaparecimentos e, com a ajuda de seu antigo amigo Quarrel, visita a ilha. Ele é capturado pelo Dr. No e descobre que o homem está sabotando testes de mísseis norte-americanos em Cabo Canaveral. Bond escapa e mata No.                                                                                                |                                    |                                                                                        |               |                     |         |
| 7 | Goldfinger                         | Ian Fleming                                                                            | Jonathan Cape | 23 de março de 1959 | 318     |
| Bond investiga as atividades de Auric Goldfinger, um contrabandista de ouro suspeito de ter conexões com a SMERSH e de financiar suas operações no oeste. Bond é capturado por Goldfinger e forçado a trabalhar na supervisão da "Operação Grand Slam", um plano para roubar as reservas de ouro norte-americanas em Fort Knox. Bond consegue alertar as autoridades através de seu amigo, Felix Leiter, e o plano é frustrado. |                                    |                                                                                        |               |                     |         |
| 8 | For Your Eyes Only                 | Ian Fleming                                                                            | Jonathan Cape | 11 de abril de 1960 | 252     |
| For Your Eyes Only contém cinco contos: "From a View to a Kill": Bond investiga o assassinato de um motociclista e o roubo de seus documentos ultra secretos. "For Your Eyes Only": Bon vinga o assassinato dos amigos pessoais de M. "Quantum of Solace": Bond ouve a história de um casamento fracassado com uma virada emocional. "Risico": Bond investiga uma operação de tráfico de drogas administrada pelos russos. "The Hildebrand Rarity": Bond procura um peixe raro para ajudar um milionário que é subsequentemente assassinado. |                                    |                                                                                        |               |                     |         |
| 9 | Thunderball                        | Ian Fleming (A partir de um roteiro por Kevin McClory, Jack Whittingham e Ian Fleming) | Jonathan Cape | 27 de março de 1961 | 253     |
| Uma organização terrorista internacional, a SPECTRE, sequestrou um avião da OTAN com duas bombas nucleares, que estãos sendo usadas para chantagear o mundo ocidental. Bond é enviado até as Bahamas, unindo forças com Felix Leiter. Bond conhece "Dominó" Vitali, irmã do piloto do avião sequestrado, que também é a amante do rico caçador de tesouros Emilio Largo. Bond e Leiter suspeitam de Largo e, usando um submarino nuclear, rastreiam as bombas: enquanto a tripulação do submarino luta contra a equipe de Largo, Bond enfrenta Largo e é subjugado, porém antes de Largo conseguir matar Bond, ele é morto por Dominó.                         |                                    |                                                                                        |               |                     |         |
| 10 | The Spy Who Loved Me               | Ian Fleming                                                                            | Jonathan Cape | 16 de abril de 1962 | 221     |
| Uma jovem mulher está sozinha, trabalhando em um motel quando dois homens, contratados pelo dono, chegam para incendiar o lugar. Eles estão prestes a estuprar a mulher quando Bond chega e os impede. Mais tarde naquela noite, Bond é atacado, porém mata os dois capangas. |                                    |                                                                                        |               |                     |         |
| 11 | On Her Majesty's Secret Service    | Ian Fleming                                                                            | Jonathan Cape | 1 de abril de 1963  | 288     |
| Bond continua a procurar Ernst Stavro Blofeld. Através de um contato no College of Arms, Bond encontra Blofeld na Suíça com sua co-conspiradora, Irma Bunt. Depois de se encontrar com ele e descobrir seus planos, Bond ataca sua base, mas Blofeld escapa na confusão. Bond conhece e se apaixona pela Condessa Teresa "Tracy" di Vicenzo durante a história, e os dois se casam, porém Blofeld mata sua nova esposa horas após a cerimônia. |                                    |                                                                                        |               |                     |         |
| 12 | You Only Live Twice                | Ian Fleming                                                                            | Jonathan Cape | 16 de março de 1964 | 255     |
| Depois do assassinato de sua esposa, Bond passa a não se importar com sua vida. M lhe dá uma última chance de redemção: persuadir os japonêses a compartilhar as transmissões de rádio soviéticas que eles interceptaram. Os japonêses concordam, apenas se Bond matar o Dr. Guntram Shatterhand, que opera o "Jardim da Morte" em um antigo castelo. Bond reconhece Shatterhand e suas esposa como Blofeld e Bunt, se infiltrando no castelo. Ele mata Blofeld e escapa, apesar de ser ferido na explosão do castelo; seu ferimento o faz ter amnésia, e ele passa a viver como um pescador até viajar para a União Soviética tentando descobrir seu passado. |                                    |                                                                                        |               |                     |         |
| 13 | The Man with the Golden Gun        | Ian Fleming                                                                            | Jonathan Cape | 1 de abril de 1965  | 221     |
| Bond volta para Londres depois de passar por uma lavagem cerebral realizada pelos soviéticos para matar M: a tentativa falha. Para que ele prove sua lealdade, M envia Bond até a Jamaica para uma missão aparentemente impossível: matar Francisco Scaramanga, um assassino cubano que já matou vários agentes britânicos. Bond descobre um plano ainda maior para desestabilizar a região usando a ajuda da KGB. Ele mata gângsters norte-americanos e o representante da KGB, também completando sua missão de matar Scaramanga. |                                    |                                                                                        |               |                     |         |
| 14 | Octopussy and The Living Daylights | Ian Fleming                                                                            | Jonathan Cape | 23 de junho de 1966 | 94      |
| A primeira edição continha dois contos: "Octopussy" e "The Living Daylights"; edições subsequentes também colocavam "The Property of a Lady" e "007 in New York". "Octopussy": Bond persegue um herói de guerra que matou seu amigo e roubou ouro nazista. "The Living Daylights": Bond é enviado em uma missão como atirador de elite, porém quando vê que o outro atirador é uma linda mulher, ele atira na arma ao invés de matá-la. "The Property of a Lady": Bond visita a Sotheby's para identificar um agente da KGB. "007 in New York": Bond avisa uma funcionária do MI6 que seu novo namorado é um agente da KGB.                                    |                                    |                                                                                        |               |                     |         |

### Contos
Em 1958, a CBS pediu para Fleming escrever episódios para uma série de televisão baseada no personagem de James Bond. Esse acordo ocorreu depois do sucesso da adaptação de 1954 de Casino Royale como um episódio da série de televisão Climax!. Fleming concordou, e começou a escrever histórias para a série; entretanto, a CBS mais tarde abandonou essa ideia. Em janeiro e fevereiro de 1959, Fleming adaptou quatro enredos da série em contos e adicionou um quinto que ele havia escrito no ano anterior. As histórias originalmente receberam o título de The Rough with the Smooth, mas isso foi alterado para For Your Eyes Only para publicação, que incluia o subtítulo Five Secret Occasions in the Life of James Bond.
Após sua morte, uma segunda coleção com dois contos foi lançada, Octopussy and The Living Daylights. Quando a edição em brochura do livro foi publicada, "The Property of a Lady" também foi incluído e, em 2002, "007 in New York" foi adicionado pela editora Penguin Books.
| Conto                    | Primeira publicação                                        |
| ------------------------ | ---------------------------------------------------------- |
| "Quantum of Solace"      | Modern Woman's Magazine, novembro de 1959                  |
| "The Hildebrandy Rarity" | Playboy, março de 1960                                     |
| "From a View to a Kill"  | For Your Eyes Only, 11 de abril de 1960                    |
| "For Your Eyes Only"     | For Your Eyes Only, 11 de abril de 1960                    |
| "Risico"                 | For Your Eyes Only, 11 de abril de 1960                    |
| "The Living Daylights"   | The Sunday Times, 4 de fevereiro de 1962                   |
| "007 in New York"        | New York Herald Tribune, outubro de 1963                   |
| "The Property of a Lady" | The Ivory Hammer, novembro de 1963                         |
| "Octopussy"              | Postumamente serializado na Playboy, março e abril de 1966 |

### Cronologia ficcional
O estudioso John Griswold construiu uma "cronologia bem detalhada da vida de James Bond", baseada na lógica dos eventos contados e o período de tempo referido nos livros. Essa cronologia difere da ordem de publicação. Griswold também deliberadamente desconsidera a significância cronológica de eventos históricos verdadeiros mencionados nos livros e nos contos, argumentando que Fleming fez tais referências para efeito narrativo sem sincronizá-las com precição à sua ficção. O estudioso de Bond, Henry Chancellor, também trabalhou em uma cronologia de Bond, que em sua maior parte concorda com a de Griswold, apesar de haver diferenças. Chancellor observeu que "Fleming sempre foi vago acerca de datas", apesar dos romances supostamente se passarem na ordem de publicação.
| Romance/Conto                                     | Cronologia de Griswold                        | Cronologia de Chancellor    |
| ------------------------------------------------- | --------------------------------------------- | --------------------------- |
| Casino Royale                                     | maio a julho de 1951, ou maio a julho de 1952 | 1951                        |
| Live and Let Die                                  | janeiro a fevereiro de 1952                   | 1952                        |
| Moonraker                                         | maio de 1953                                  | 1953                        |
| Diamonds Are Forever                              | julho a 1 de agosto de 1953                   | 1954                        |
| From Russia, with Love                            | junho a agosto de 1954                        | 1955                        |
| Dr. No                                            | fevereiro a março de 1956                     | 1956                        |
| Goldfinger                                        | abril a junho de 1957                         | 1957                        |
| "Risico"                                          | outubro de 1957                               | outubro de 1957             |
| "Quantum of Solace"                               | fevereiro de 1958                             | outubro de 1957             |
| "The Hildebrand Rarity"                           | abril de 1958                                 | abril de 1958               |
| "From a View to a Kill"                           | maio de 1958                                  | maio de 1958                |
| "For Your Eyes Only"                              | setembro a outubro de 1958                    | outubro de 1958             |
| Thunderball                                       | maio a junho de 1959                          | 1959                        |
| "Octopussy"                                       | junho de 1960                                 | 1960                        |
| "The Living Daylights"                            | setembro a outubro de 1960                    | outubro de 1959             |
| "The Property of a Lady"                          | junho de 1961                                 | junho de 1961               |
| Capítulos 1–5 de On Her Majesty's Secret Service  | setembro de 1961                              | 1961                        |
| "007 in New York"                                 | final de setembro de 1961                     | 1961                        |
| Capítulos 10–15 de The Spy Who Loved Me           | outubro de 1961                               | 1960                        |
| Capítulos 6–20 de On Her Majesty's Secret Service | novembro de 1961 a 1 de janeiro de 1962       | 1961 a 1 de janeiro de 1962 |
| You Only Live Twice                               | agosto de 1962 a abril de 1963                | 1962–1963                   |
| The Man with the Golden Gun                       | novembro de 1963 a fevereiro de 1964          | 1963                        |

## Romances pós-Fleming

### 1968–1979
Após a morte de Fleming em 1964, a Glidrose Productions (atual Ian Fleming Publications), editores dos romances de Bond, pediram para o autor James Leasor escrever um romance com o personagem, mas ele disse não. A Glidrose então pediu para Kingsley Amis, que, com o psudônimo "Robert Markham", escreveu Colonel Sun, publicado em 28 de março de 1968.
Em 1977, o filme The Spy Who Loved Me da EON Productions foi lançado e, por diferenças radicais entre o filme a o romance original, a Glidrose autorizou uma romantização, James Bond, The Spy Who Loved Me. O filme Moonraker de 1979 também foi produzido na forma de romance, como James Bond and Moonraker; ambos foram escritos pelo roteirista Christopher Wood.
| # | Título                           | Autor            | Editora       | Data de publicação | Páginas |
| --- | -------------------------------- | ---------------- | ------------- | ------------------ | ------- |
| 1 | Colonel Sun                      | Kingsley Amis    | Jonathan Cape | março de 1968      | 255     |
| M é sequestrado e Bond segue a trilha até uma ilha na Grécia, onde ele e Ariadne Alexandrou, uma agente comunista grega, planejam o resgate. M é mantido preso pelo Coronel Sun, um membro do Exército de Libertação Popular, que está trabalhando junto com o antigo nazista Von Ritcher. Bond vence os dois com a ajuda de Alexandrou e um amigo do pai dela. |                                  |                  |               |                    |         |
| 2 | James Bond, The Spy Who Loved Me | Christopher Wood | Jonathan Cape | 1977               | 222     |
| Uma romantização de The Spy Who Loved Me. Bond investiga o desaparecimento de submarinos britânicos, soviéticos e norte-americanos com a ajuda de uma agente da KGB, a Major Anya Amasova. Os dois identificam o culpado como Karl Stromberg, um magnata da navegação, cientista e anarquista que eles batalham e vencem em sua base submarina, Atlantis.       |                                  |                  |               |                    |         |
| 3 | James Bond and Mooraker          | Christopher Wood | Jonathan Cape | 1979               | 221     |
| Uma romantização de Moonraker. Bond investiga o roubo de um ônibus espacial, o levando até Hugo Drax, o dono da empresa que construiu o veículo. Junto com a cientista Dr. Holly Goodhead, Bond segue a trilha até o espaço sideral e para um plano de exterminar a espécie humana e recolonizar o mundo com uma raça superior.                                 |                                  |                  |               |                    |         |

### 1979–1996: John Gardner
Na década de 1980, a série de Bond recebeu novos romances escritos por John Gardner, que inicialmente quase recusou a oportunidade. Entre 1981 e 1996, Gardner escreveu um total de dezesseis livros de Bond; dois deles – Licence to Kill e GoldenEye – eram romantizações dos filmes homônimos produzidos pela EON Productions. O autor afirmou que desejava "trazer o Sr. Bond para os anos 1980", embora ele manteve as idades dos personagens como eram quando Fleming morreu. Apesar de ter mantido as idades, Gardner colocou cabelos grisalhos no personagem para indicar a passagem de tempo. Em 1996, Gardner se aposentou dos livros de Bond por problemas de saúde. James Harker, escrevendo para o The Guardian, considerou que os livros de Gardner eram "prejudicados por bobagens", citando como exemplo Scorpius, onde muita da ação se passa na pequena cidade de Chippenham, e Win, Lose or Die, onde "Bond fica amiguinho de uma pouco convincente Margaret Thatcher".
| # | Título                  | Autor        | Editora            | Data de publicação | Páginas |
| --- | ----------------------- | ------------ | ------------------ | ------------------ | ------- |
| 1 | Licence Renewed         | John Gardner | Jonathan Cape      | maio de 1981       | 272     |
| Bond se infiltra no castelo do Dr. Anton Murik, um físico nuclear que está envolvido com um terrorista chamado Franco. Murik contratou Franco para invadir seis usinas nucleares e sabotá-las, porém os terroristas são impedidos por Bond que, passando-se por Marik, ordena que a operação seja abortada. |                         |              |                    |                    |         |
| 2 | For Special Services    | John Gardner | Jonathan Cape      | setembro de 1982   | 256     |
| Bond se junta a agente da CIA Cedar Leiter, filha de Felix Leiter, para investigar Markus Bismaquer, suspeito de reviver a SPECTRE. Bond descobre que a SPECTRE vai atacar o Comando de Defesa Aeroespacial da América do Norte para controlar a rede de satélites militares dos Estados Unidos. Bond impede o plano e descobre que a esposa de Bismaquer, Nena, é a filha de Ernst Stavro Blofeld e a chefe da SPECTRE.                                |                         |              |                    |                    |         |
| 3 | Icebreaker              | John Gardner | Jonathan Cape      | julho de 1983      | 256     |
| Bond se junta a uma aliança de agentes da CIA, KGB e Mossad para encontrar e matar o líder do Exército da Ação Nacional Socialista, Conde Konrad von Glöda, um ex-nazista e oficial da SS que se vê como o novo Adolf Hitler. |                         |              |                    |                    |         |
| 4 | Role of Honour          | John Gardner | Jonathan Cape      | outubro de 1984    | 224     |
| Bond é demitido do MI6 para ser contratado e se infiltrar na SPECTRE. Ele se junta a Jay Autem Holy, um agente da SPECTRE, e se envolve em um plano para desestabilisar a União Soviética e os EUA ao forçá-los a se livrar de suas armas nucleares: um plano que ele frustra com a ajuda da Srta. "Percy" Proud, uma agente da CIA. |                         |              |                    |                    |         |
| 5 | Nobody Lives for Ever   | John Gardner | Jonathan Cape      | junho de 1986      | 192     |
| A cabeça de Bond é colocada à prêmio por Tamil Rahani, o atual líder da SPECTRE, que está agonizando por causa dos ferimentos adquiridos em Role of Honour. A governanta de Bond, May, e Moneypenny desapareceram e ele tenta encontrá-las enquanto evita assassinos que querem matá-lo. |                         |              |                    |                    |         |
| 6 | No Deals, Mr. Bond      | John Gardner | Jonathan Cape      | maio de 1987       | 224     |
| Duas mulheres, conectadas por uma missão na Guerra Fria, são brutalmente assassinadas. Bond é enviado por M, extra-oficialmente, para encontrar os membros restantes da missão antes que eles sofram o mesmo destino. |                         |              |                    |                    |         |
| 7 | Scorpius                | John Gardner | Hodder & Stoughton | junho de 1988      | 224     |
| Bond é ameaçado por um culto chamado "The Meek Ones", que já cometeu vários atos de terrorismo incluindo o assassinato de políticos britânicos. Bond descobre que o homem que comanda o culto é o negociante de armas Vladimir Scorpius, que ele localiza e mata. |                         |              |                    |                    |         |
| 8 | Win, Lose or Die        | John Gardner | Hodder & Stoughton | 1989               | 220     |
| A Irmandade do Anarquismo e do Terrorismo Secreto planeja sequestrar um porta-aviões da Marinha Real Britânica durante uma conferência envolvendo o Presidente George H. W. Bush, a Primeira-Ministra Margaret Thatcher e o Premier Mikhail Gorbachev. Bond derrota os sequestradores e salva os três líderes. |                         |              |                    |                    |         |
| 9 | Licence to Kill         | John Gardner | Coronet Books      | 1989               | 224     |
| Uma romantização de Licence to Kill. O traficante Franz Sanchez é preso por Bond e Felix Leiter, porém escapa e ataca Leiter e sua esposa, Della; Leiter é jogado para um tubarão enquanto Della é estuprada e morta. Ele ordena que Bondsiga em uma missão para Istambul, porém ele se recusa e perde sua licença 00. Bond então parte em uma missão de vingança contra Sanchez, recebendo ajuda de Q.                                                 |                         |              |                    |                    |         |
| 10 | Brokenclaw              | John Gardner | Hodder & Stoughton | julho de 1990      | 192     |
| Bond investiga Brokenclaw, um filantropo e terrorista econômico que está tentando causar um colapso na economia global ao atacar as principais moedas do mundo. Os dois entram em um ritual de tortura conhecido como o-kee-pa, e ao final Bond mata Brokenclaw com um arco e flecha. |                         |              |                    |                    |         |
| 11 | The Man from Barbarossa | John Gardner | Hodder & Stoughton | agosto de 1991     | 231     |
| Bond se une ao Mossad, ao Serviço Secreto Francês e à KGB para se infiltrar em um grupo terrorista russo chamado "Escalas da Justiça", que está tentando dar ao Iraque armas nucleares antes que uma coalizão das Nações Unidas chegue. |                         |              |                    |                    |         |
| 12 | Death Is Forever        | John Gardner | Hodder & Stoughton | julho de 1992      | 224     |
| James Bond e Elizabeth Zara St. John, agente da CIA, recebem a missão de encontrar os membros do "Cabal", uma rede de inteligência da Guerra Fria que recebeu um misterioso e não-autorizado sinal para se dissolver. |                         |              |                    |                    |         |
| 13 | Never Send Flowers      | John Gardner | Hodder & Stoughton | julho de 1993      | 256     |
| Bond invesiga o assassinato de um membro do Serviço Secreto, achando uma conexão com quatro outros assassinatos políticos que aconteceram no período de uma semana. Bond descobre uma ligação com um ex-ator, David Dragonpol, que é responsável pelas mortes. |                         |              |                    |                    |         |
| 14 | SeaFire                 | John Gardner | Hodder & Stoughton | agosto de 1994     | 247     |
| Bond investiga Max Tarn, um bilionário que está determinado a começar o Quarto Reich na Alemanha. Tarn também está envolvido em um enorme derramamento de petróleo em Porto Rico. Bond reverte o dano ecológico e mata Tarn. |                         |              |                    |                    |         |
| 15 | GoldenEye               | John Gardner | Coronet Books      | outubro de 1995    | 218     |
| Uma romantização de GoldenEye. Nove anos depois de uma missão em que seu colega 006 foi morto, Bond investiga o roubo de um helicóptero Eurocopter Tiger e seu subsequente uso no ataque contra um bunker de comando russo que controla o satélite/arma GoldenEye. Bond descobre que o sindicato do crime que está por trás do ataque é liderado por 006, que está tentando destruir o centro financeiro de Londres de modo a encobrir um enorme roubo. |                         |              |                    |                    |         |
| 16 | COLD                    | John Gardner | Hodder & Stoughton | maio de 1996       | 264     |
| A queda de um Boeing 747 no Aeroporto Internacional Washington Dulles e a suposta morte de uma amiga e antiga amante de Bond, a Princesa Sukie Tempesta, o faz entrar em uma missão pessoal de vingança que desmascara uma sociedade fanática: COLD. |                         |              |                    |                    |         |

### 1996–2002: Raymond Benson
Em 1996, o norte-americano Raymond Benson se tornou o autor dos romances de Bond. Benson hava anteriormente escrito The James Bond Bedside Companion, publicado pela primeira vez em 1984. Quando ele deixou a série em 2002 para trabalhar em outros projetos não relacionados a Bond, Benson havia escrito seis romances, três romantizações e três contos. Benson manteve o padrão de Gardner de colocar Bond em um período contemporâneo, agora a década de 1990, e, de acordo com o acadêmico Jeremy Black, também tinha um estilo mais parecido com o de Fleming do que seu predecessor. Benson também fez Bond voltar a usar uma Walther PPK, lhe deu um Jaguar XK8 e o fez xingar mais, que levou Black a salientar um aumento no nível de crueza que não existia nas obras de Fleming e Gardner. Mesmo assim, comentando para o The Australian, Peter JansonSmith, antigo agente literário de Fleming, percebeu que Benson "tem o toque de Fleming ... é o mais próximo de Fleming que eu já vi". O Peterborough Evening Telegraph concordou, afirmando que o 007 de Benson, ao manter-se próximo do de Fleming, "é mais implacável [e] com hábitos ruins". O Sunday Mercury em 1999 escreveu, "Benson deixou Bond menos chamativo, concentrando-se na ação ao invés dos aparelhos. O resultado é uma leitura fácil o bastante para qualquer fã de Bond que gosta de armas (Walthers, é claro) e lindas mulheres".
| # | Título                      | Autor          | Editora            | Data de publicação | Páginas |
| --- | --------------------------- | -------------- | ------------------ | ------------------ | ------- |
| 1 | "Blast from the Past"       | Raymond Benson | Playboy            | janeiro de 1997    | –       |
| Bond recebe uma mensagem de seu filho, James Suzuki, pedindo para ele ir a Nova Iorque urgentemente. Quando Bond chega, ele encontra seu filho assassinado. Ele descobre que James foi morto por Irma Bunt, se vingando pela morte de Ernst Stavro Blofeld. Bond encontra e mata Bunt. |                             |                |                    |                    |         |
| 2 | Zero Minus Ten              | Raymond Benson | Hodder & Stoughton | abril de 1997      | 259     |
| Dez dias antes do Reino Unido entregar o controle de Hong Kong, uma série de ataques terroristas ocorrem. Bond descobre que por trás deles está o rico magnata do transporte Guy Thackeray, cuja companhia foi tomada pelos chineses. Em vingança, Thackeray planeja detonar uma bomba nuclear em Hong Kong. Bond desarma a bomba e mata Thackeray.                                                                      |                             |                |                    |                    |         |
| 3 | Tomorrow Never Dies         | Raymond Benson | Coronet Books      | novembro de 1997   | 213     |
| Uma romantização de Tomorrow Never Dies. Bond investiga o barão da mídia Elliot Carver, que está tentando criar notícias ao causar uma guerra entre o Reino Unido e a China, o que lhe daria os direitos de transmissão. Bond se junta a Wai Lin, uma agente chinesa, para derrotar Carver e impedir uma guerra. |                             |                |                    |                    |         |
| 4 | The Facts of Death          | Raymond Benson | Hodder & Stoughton | maio de 1998       | 284     |
| Uma sinistra organização está por de trás de uma série de envenenamentos nos exércitos britânico e turco. Bond persegue os líderes da organização até a Grécia e descobre que estão tentando causar uma guerra entre a Grécia e a Turquia, que Bond impede. |                             |                |                    |                    |         |
| 5 | "Midsummer Night's Doom"    | Raymond Benson | Playboy            | janeiro de 1999    | –       |
| Bond vai a uma festa na Playboy Mansion em Beverly Hills, Califórnia, onde segredos do Ministério de Defesa serão vendidos para um representante da máfia russa. |                             |                |                    |                    |         |
| 6 | High Time to Kill           | Raymond Benson | Hodder & Stoughton | maio de 1999       | 304     |
| Uma fórmula ultra-secreta britânica escondida em microfilme, chamada de "Skin 17", é roubada por dois traidores que planejam vendê-la para uma organização terrorista chamada "A União". O microfilme estava em um avião que caiu nos Himalaias, e Bond escala o Monte Kangchenjunga para recuperá-lo. Ele luta contra um traidor na equipe de escalada, mas recupera o segredo.                                         |                             |                |                    |                    |         |
| 7 | "Live at Five"              | Raymond Benson | TV Guide           | novembro de 1999   | –       |
| No caminho para um encontro com uma repórter norte-americana, 007 lembra de como ajudou um campeão de patinação russo desertar enquanto era filmado por câmeras de televisão. |                             |                |                    |                    |         |
| 8 | The World Is Not Enough     | Raymond Benson | Hodder & Stoughton | novembro de 1999   | 200     |
| Uma romantização de The World Is Not Enough. Bond recebe a missão de proteger Elektra King depois do assassinato de seu pai dentro do prédio do MI6. Bond estabelece uma ligação entre seu chefe de segurança e o terrorista internacional Renard, que está roubando plutônio para destruir Istambul para Elektra. Bond mata Renard e Elektra.                                                                           |                             |                |                    |                    |         |
| 9 | DoubleShot                  | Raymond Benson | Hodder & Stoughton | maio de 2000       | 320     |
| Depois de frustrar seus planos, A União planeja colocar o Reino Unido em guerra e destruir a reputação de Bond fazendo um sósia matar o Primeiro-Ministro Britânico e o Governador de Gibraltar. Bond descobre o plano e mata o sósia, impedindo os assassinatos. |                             |                |                    |                    |         |
| 10 | Never Dream of Dying        | Raymond Benson | Hodder & Stoughton | novembro de 2001   | 320     |
| Bond está novamente cassando o líder d'A União, Le Gerant. Depois de uma esboscada policial dar errado, René Mathis se junta a Bond na caçada por Le Gerant. |                             |                |                    |                    |         |
| 11 | The Man with the Red Tattoo | Raymond Benson | Hodder & Stoughton | maio de 2002       | 320     |
| Bond está no Japão para proteger o primeiro-ministro em uma conferência e para investigar mortes na família McMahon, dona da gigante farmacêutica CureLab. Bond encontra novamente Tiger Tanaka para perseguir o terrorista Goro Yoshida, que está tentando usar uma arma biológica para punir e terminar com o domínio da sociedade ocidental. Bond mata Yoshida e impede novos ataques.                                |                             |                |                    |                    |         |
| 12 | Die Another Day             | Raymond Benson | Coronet Books      | novembro de 2002   | 245     |
| Uma romantização de Die Another Day. Bond investiga o coronel norte-coreano Tan-Sun Moon e encontra seu assistente Zao em uma clínica onde sua aparência está sendo alterada. Bond encontra diamantes com Zao que possuem o símbolo do bilionário Gustav Graves, descobrindo que Graves é Moon com a aparência alterada. que está tentando reunificar as Coreias à força. Bond impede o plano e mata Graves no processo. |                             |                |                    |                    |         |

### 2003–2013

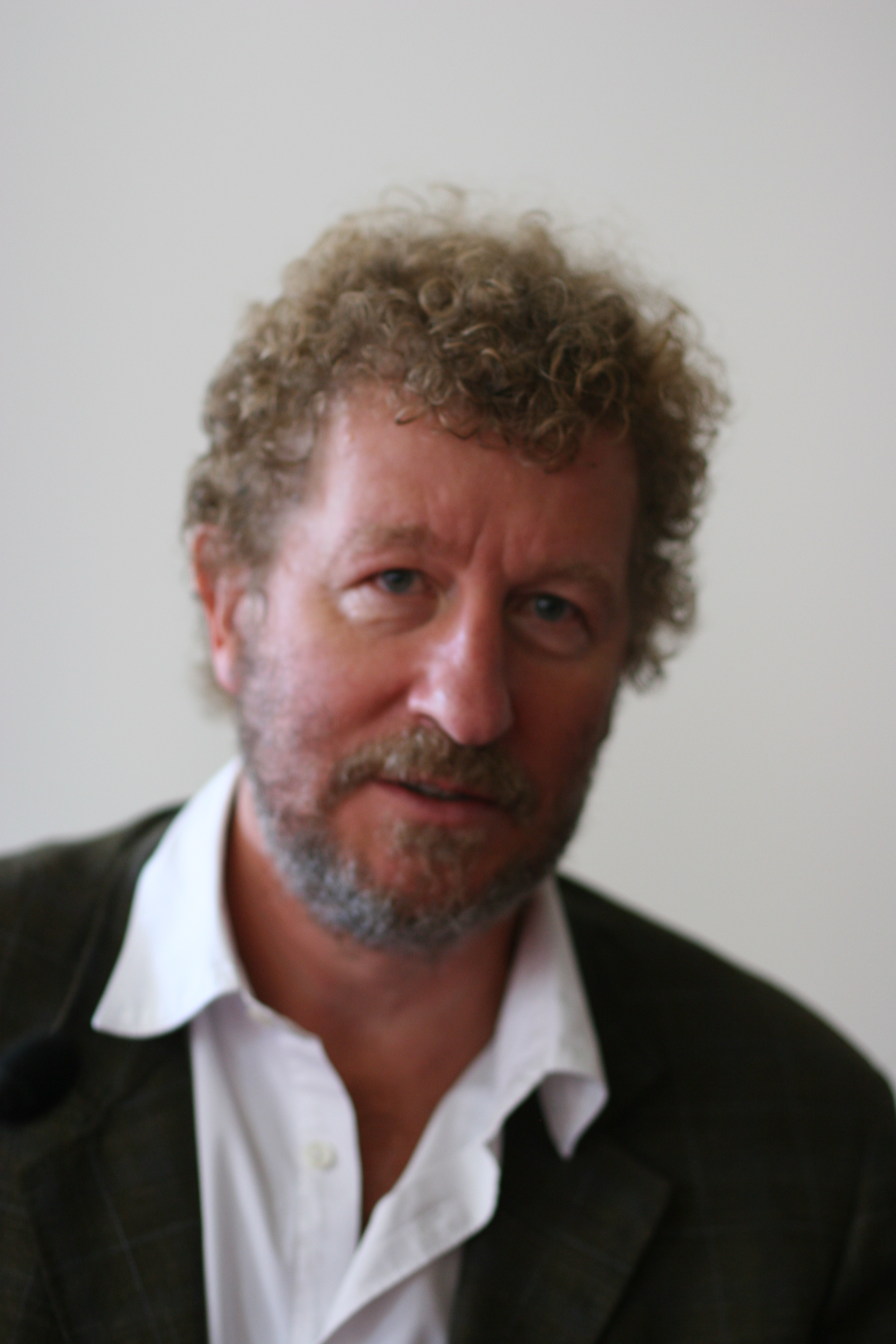
Sebastian Faulks, autor de Devil May Care.

Depois que Benson deixou a série, a Glidrose pediu duas vezes para Lee Child escrever um romance de James Bond, porém ele recusou as ofertas. A Ian Fleming Publications então pediu para Sebastian Faulks escrever um romance, que foi lançado em 28 de maio de 2008, centenário do nascimento de Fleming. O livro – intitulado Devil May Care – foi publicado no Reino Unido pela Penguin Books e nos EUA pela Doubleday. Faulks ignorou a cronologia estabelecida por Gardner e Benson, usando apenas a de Fleming e Amis, colocando seu romance na década de 1960; ele também conseguiu usar vários elementos culturais da década no livro. Faulks permaneceu fiel ao personagem original de Bond e sua história, criando um "herói ao estilo Fleming" que dirigia um Bentley 1967 T-series cinza.
Depois de Faulks, o autor Jeffery Deaver recebeu um pedido da Ian Fleming Publications para produzir Carte Blanche, que foi publicado em 26 de maio de 2011. O livro atualizou Bond para uma agência pós-11 de setembro, independente do MI5 e MI6. Em 11 de abril de 2012, o patrimônio de Fleming anunciou que William Boyd escreveria o próximo romance de Bond, chamado de Solo, sendo lançamento em 26 de setembro de 2013; o romance goipublicado pela Jonathan Cape no Reino Unido e pela HarperCollins nos EUA e Canadá. Solo se passa novamente na década de 1960.
| # | Título         | Autor            | Editora            | Data de publicação     | Páginas |
| --- | -------------- | ---------------- | ------------------ | ---------------------- | ------- |
| 1 | Devil May Care | Sebastian Faulks | Penguin Books      | 28 de maio de 2008     | 295     |
| Bond investiga Julius Gorner, um empresário que está produzindo heroína, como também querendo atacar a União Soviética para uma retaliação contra o Reino Unido. Bond impede o plano e mata Gorner. |                |                  |                    |                        |         |
| 2 | Carte Blanche  | Jeffery Deaver   | Hodder & Stoughton | 26 de maio de 2011     | 448     |
| Bond investiga as atividades de Severan Hydt, um magnata da coleta de lixo. Hydt foi desafiado por uma companhia farmacêutica norte-americana a detonar uma bomba dentro de uma universidade britânica para matar um pesquisador que está quase criando uma droga para curar o câncer. Bond frustra o plano e um segundo, que tinha a intenção de usar uma doação de comida para o governo do Sudão do Sul como pretexto para iniciar uma guerra. |                |                  |                    |                        |         |
| 3 | Solo           | William Boyd     | Jonathan Cape      | 26 de setembro de 2013 | 432     |

### 2013-presente - Anthony Horowitz
Depois de William Boyd, a Ian Fleming Publications escolheu Anthony Horowitz para dar continuidade aos livros de James Bond. Horowitz é um autor de sucesso no Reino Unido, tendo publicado mais de 40 livros, incluindo um livro com o famoso detetive britânico Sherlock Holmes, "House of Silk", e a série de livros de Alex Rider.
Horowitz decidiu trazer James Bond de volta aos anos 50, na cronologia original de Ian Fleming. O primeiro livro, publicado em Setembro de 2015, foi intitulado Trigger Mortis, e foi utilizado o conto nunca publicado de Fleming "Murder on Wheels" como base para o enredo, que se passa após Goldfinger, trazendo de volta a Bond girl Pussy Galore. Já seu segundo livro, Forever and a Day, publicado em Novembro de 2018, novamente se utiliza de materiais de Ian Fleming, neste caso, o conto "Russian Roulette", e serve como prequel de Cassino Royale, trazendo o assassinato do agente 007 da MI6, com James Bond assumindo o cargo.

| # | Título            | Autor            | Editora                | Data de publicação | Páginas |
| --- | ----------------- | ---------------- | ---------------------- | ------------------ | ------- |
| 1 | Trigger Mortis    | Anthony Horowitz | Orion Publishing Group | Setembro de 2015   | -       |
| Após os acontecimentos do livro Goldfinger, Bond se alia a Pussy Galore para impedir a SMERSH, que planeja sabotar um Grande Prêmio internacional. Bond deve embarcar em um jogo de gato e rato em alta velocidade para detê-los. |                   |                  |                        |                    |         |
| 2 | Forever And a Day | Anthony Horowitz | Jonathan Cape          | Novembro de 2018   | -       |
| Quando 007 é encontrado morto com três tiros na Riviera Francesa, o MI6 precisa enviar um novo agente para investigar o caso. James Bond é selecionado após cumprir uma missão e ganhar o Duplo-0. O jovem Bond então parte para o sul da França e começa a investigar o que 007 descobriu que o levou à morte, além, é claro, de encontrar o culpado. O livro é um prequel de Cassino Royale. |                   |                  |                        |                    |         |

## Young Bond

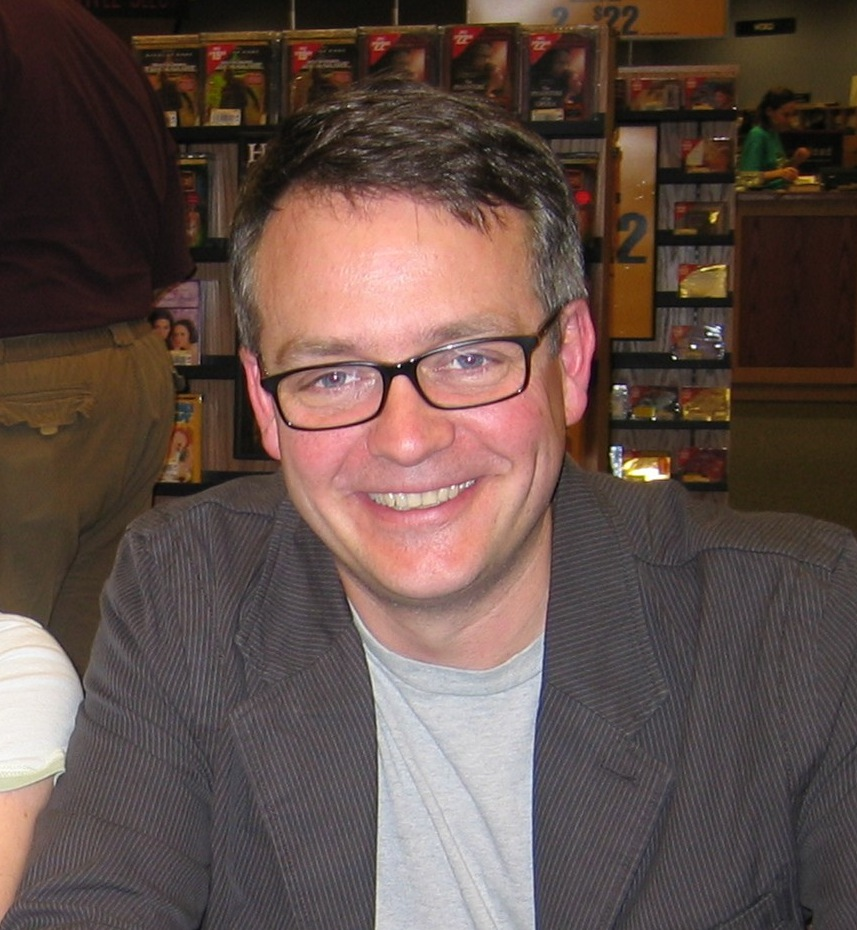
Charlie Higson, autor dos cinco primeiros livros da série Young Bond.

A série de romances Young Bond foi iniciada por Charlie Higson e, entre 2005 e 2009, cinco romances e um conto já foram publicados. O primeiro romance de Young Bond, SilverFin, também foi adaptado e lançado como um história em quadrinhos em 2 de outubro de 2008. O artista Kev Walker ilustrou o romance de Higson. Young Bond se passa na década de 1930, se encaixando com a cronologia de Fleming.
| “ | Eu deliberadamente me afastei de qualquer coisa pós-Fleming. Meus livros foram projetados para se encaixarem naquilo que Fleming escreveu e mais nada. Eu também não queria ser influenciado pelos outros livros ... por enquanto minha bíblia é Fleming. — Charlie Higson | ” |

Higson afirmou que foi instruído pelo patrimônio de Fleming para ignorar todas as outras interpretações de Bond, exceto a visão original de Fleming. Como pano de fundo para a infância de Bond, Higson usou o obituário de Bond em You Only Live Twice junto com sua própria infância e a de Fleming. Ao formar o personagem, Higson criou a origem de algumas de suas características, como seu gosto por carros e vinhos.
Em 2013, a Ian Fleming Publications escolheu Steve Cole para dar continuidade à série de livros Young Bond, que agora seria publicado pela editora Random House. Cole é autor de vários livros infantis de sucesso, como a série “Astrossauros” e diversos livros da série de TV britânica “Doctor Who”.
| # | Título               | Autor          | Editora      | Data de publicação     | Páginas |
| --- | -------------------- | -------------- | ------------ | ---------------------- | ------- |
| 1 | SilverFin            | Charlie Higson | Puffin Books | 3 de março de 2005     | 372     |
| Bond conhece Lorde Randolph Hellebore, um traficante de armas e pai de seu colega George Hellebore; Hellebore tem um castelo perto da nova casa de Bond na Escócia e, durante as férias, Bond investiga o desaparecimento de um menino local, Alfie Kelly. Ele logo descobre que Hellebore está envolvido na criação de uma pílula para deixar os soldados melhores e mais fortes e que ele usou Alfie como cobaia. Com ajuda, Bond coloca um fim nos testes. |                      |                |              |                        |         |
| 2 | Blood Fever          | Charlie Higson | Puffin Books | 5 de janeiro de 2005   | 384     |
| Durante um passeio da escola na Sardenha, Bond enfrenta a Millenaria, uma sociedade secreta italiana que planeja restaurar o Império Romano. Bond conhece o Conde Ugo Carnifex, o líder da Millenaria, que o captura e o tortura. Bond escapa, resgatando a irmã de um colega no processo. O castelo de Carnifex é destruído por um furioso empregado. |                      |                |              |                        |         |
| 3 | Double or Die        | Charlie Higson | Puffin Books | 4 de janeiro de 2007   | 389     |
| Um professor do Eton College é sequestrado e envia uma carta para seus alunos com pistas enigmáticas sobre seu sequestro. O colega de quarto de Bond, Pritpal Nandra, resolve a maioria das pistas enquanto Bond e um colega, Perry Mandeville, procuram o professor desaparecido. Bond encontra o professor, sequestrado pelos russos para construir o protótipo de um computador. Com ajuda, ele consegue salvá-lo.                                         |                      |                |              |                        |         |
| 4 | Hurricane Gold       | Charlie Higson | Puffin Books | 6 de setembro de 2007  | 372     |
| Durante suas férias com sua tia, a casa onde Bond está hospedado é invadida e duas crianças são sequestradas. Bond os persegue e é capturado, porém consegue convencê-los que é um capanga de rua e eles o deixam ir embora. Uma das crianças está doente e o vilão permite que ele vá para um hospital. Bond eventualmente resgata a segunda criança. Eles então perseguem os gangsters restantes até uma ilha, derrotando-os.                               |                      |                |              |                        |         |
| 5 | By Royal Command     | Charlie Higson | Puffin Books | 3 de setembro de 2008  | 354     |
| Bond viaja até Kitzbühel, Áustria, em um passei da escola, porém está sendo viagiado. Ao voltar para o Eton, Bond frustra um plano para assassinar o Rei George V. Ainda sendo vigiado, Bond se apaixona por uma empregada comunista no Eton e eles são forçados a fugir de volta para a Áustria. |                      |                |              |                        |         |
| 6 | "A Hard Man to Kill" | Charlie Higson | Puffin Books | outubro de 2009        | –       |
| Bond e sua tia viajam para o Caribe no SS Colombie, porém cruzam com Emil Lefevre e um misterioso condenado chamado Caiboche. |                      |                |              |                        |         |
| 7 | Shoot to Kill        | Steve Cole     | Random House | 22 de outubro de 2015  | 304     |
| Após ser expulso de Eton, Bond decide tirar férias, mas acaba envolvido em um caso de assassinato e vingança. Seus amigos em perigo e sua vida em risco, James Bond precisa descobrir uma saída. |                      |                |              |                        |         |
| 8 | Heads You Die        | Steve Cole     | Random House | 05 de maio de 2016     | 320     |
| As férias de James Bond em Cuba são interrompidas quando James tem que salvar seu amigo de um assassino que aperfeiçoou mil maneiras de matar. O destino de Bond será decidido com uma moeda. Cara ou Coroa. Viver ou morrer. |                      |                |              |                        |         |
| 9 | Strike Lightning     | Steve Cole     | Random House | 01 de setembro de 2016 | 288     |
| James Bond testemunha um assassinato em sua escola, que tenta encobrir o ocorrido. Agora Bond viajará pela Europa para enfrentar um novo vilão armamentista. |                      |                |              |                        |         |
| 10 | Red Nemesis          | Steve Cole     | Random House | 04 de maio de 2017     | 320     |
| James Bond terá que lutar para se manter vivo e salvar o país que ama, mas também limpar o nome da família de Bond, que ele tanto preza. As apostas não podem ser maiores, e James não sabe em quem pode confiar. |                      |                |              |                        |         |